# 紀事本末體
| 書名                 | 編著者 | 卷數 | 起迄年代                   |
| -------------------- | ------ | ---- | -------------------------- |
| 左傳事緯             | 馬驌   | 20   | 太古～戰國末               |
| 繹史                 | 馬驌   | 160  | 太古～秦亡                 |
| 春秋左傳事類始末     | 章沖   | 5    | 春秋史事                   |
| 左傳紀事本末         | 高士奇 | 53   | 春秋史事                   |
| 通鑑前編紀事本末     | 沈朝陽 | 100  | 唐堯～周威烈王二十三年     |
| 通鑑紀事本末         | 袁樞   | 239  | 周威烈王二十三年～五代末   |
| 柏楊版通鑑紀事本末   | 柏楊   | 16册 | 白話文袁樞通鑑紀事本末     |
| 續通鑑紀事本末       | 李銘漢 | 110  | 宋～明末                   |
| 皇宋通鑑長編紀事本末 | 楊仲良 | 150  | 宋太祖～宋欽宗             |
| 宋史紀事本末         | 陳邦瞻 | 109  | 宋太祖～謝枋得死           |
| 遼史紀事本末         | 李有棠 | 40   | 遼太祖～西遼               |
| 金史紀事本末         | 李有棠 | 52   | 金朝                       |
| 西夏紀事本末         | 張鑑   | 36   | 李思恭～李睍               |
| 元史紀事本末         | 陳邦瞻 | 4    | 元世祖至元中期～元惠宗末年 |
| 明史紀事本末         | 谷應泰 | 80   | 明太祖起兵～清兵入關       |
| 明史紀事本末補編     | 彭孫貽 | 5    | 補谷應泰之書               |
| 續明史紀事本末       | 倪在田 | 18   | 南明史事                   |
| 三藩紀事本末         | 楊陸榮 | 4    | 明安宗、明紹宗、明昭宗     |
| 清史紀事本末         | 黃鴻壽 | 80   | 清太祖～清遜帝             |
| 清史紀事本末         | 南炳文 | 10冊 | 清太祖～清遜帝             |
| 民國紀事本末         | 劉仲敬 | 12篇 | 辛亥革命～1996年總統選舉   |

紀事本末體，史書的體例之一，與紀傳體、編年體三足而立。
南宋史家袁樞讀《資治通鑑》，因分事立目，共記二百三十九事，另附錄六十六事，南宋淳熙元年（1174年），鈔輯成書《通鑑紀事本末》，次年刻板印行。開創「紀事本末體」之先河，不久章沖即仿袁樞之法撰寫《春秋左氏傳事類始末》。後來還有明朝陳邦瞻《宋史紀事本末》、《元史紀事本末》，張鑑《西夏紀事本末》。清朝高士奇《左傳紀事本末》，李有棠《遼史紀事本末》、《金史紀事本末》，谷應泰《明史紀事本末》等。章學誠評價為：「文省於紀傳，事豁於編年。」。梁啟超說：「蓋紀傳體以人為主，編年體以年為主，而紀事本末體以事為主。夫欲求史跡之原因結果以為鑒往知來之用，非以事為主不可。」
梁启超在《中国近三百年学术史》中说：“最著者有魏默深源之《圣武记》、王壬秋闿运之《湘军志》等。 …… 要之壬秋此书文采可观，其内容则反不如王定安《湘军记》之翔实也。”另外，王韬撰有外國的纪事本末体史书《普法战纪》，书中用“逸史氏王韬曰”闡述战争爆发的原因，说：“法为欧洲强国，虽壤土不广，而勇悍好战，争地争城，素为列邦所摄。”。1912年郭孝成編有《中国革命纪事本末》。